# Cəhri
Cəhri è un comune dell'Azerbaigian situato nel distretto di Babək.